# Registre de transactions internationales des permis d'émissions négociables
 (juillet 2021).
Si vous disposez d'ouvrages ou d'articles de référence ou si vous connaissez des sites web de qualité traitant du thème abordé ici, merci de compléter l'article en donnant les références utiles à sa vérifiabilité et en les liant à la section « Notes et références ».
Le Registre de transactions internationales de permis d'émissions négociables (International Trading Log), permettra[Quand ?] l'échange de permis négociables sur les marchés du carbone au niveau mondial.
Le secrétariat de la Convention-cadre des Nations Unies sur les changements climatiques a annoncé sa création, le 14 novembre 2007, à Bonn, en Allemagne.
Le registre est un système automatisé évolué qui permet aux pays parties au Protocole de Kyoto d'assurer que leurs échanges de permis d'émissions négociables sont conformes aux dispositions établies par l'instrument international, explique l'ONU. Il a été critiqué en Europe dès avant sa mise en œuvre et par la suite.